# جابر بن زيد
هو أبو الشعثاء جابر بن زيد الأزدي البصري (21- 93هـ/ 642- 712م)، تابعي محدث وفقيه، وإمام في التفسير والحديث وهو من أخص تلاميذ ابن عباس، وممن روى الحديث عن عائشة، يرجع إليه، حسب أتباعه وبعض المؤرخين، المذهب السني. وأما ما اشتهر عند المؤرخين من نسبة الإباضية إليه فغير صحيح. وأما مسألة ارتباطه بعبد الله بن إباض الذي عاش في زمن عبد الملك بن مروان فهذه بعيدة تماما. وهذا هو المشهور بين تلاميذه وأقرانه عَنْ عَزْرَةَ الْكُوفِيِّ قَالَ: دَخَلْتُ عَلَى جَابِرِ بْنِ زَيْدٍ فَقُلْتُ: إِنَّ هَؤُلاءِ يَنْتَحِلُونَكَ. فَقَالَ: أَبْرَأُ إِلَى اللَّهِ مِنْ ذَلِكَ

## نشأته
ولد عام 21 هجري على الأرجح زمن خلافة عمر بن الخطاب في منطقة تسمى الجوف، قيل إنها في عمان وقيل إنها في البصرة، وكان استقراره بالبصرة كعادة كثير من أهل بلاده، متنقلا بينها وبين الحجاز حتى اختلط بأهلها وعاينهم وعاينوه. وقال ابن حجر: «الجوفي بفتح الجيم وسكون الواو بعدها فاء البصري مشهور بكنيته ثقة فقيه من الثالثة مات دون المائة سنة ثلاث وتسعين ويقال ثلاث ومائة»

## شيوخه
كانت البصرة آنذاك من حواضر العالم الإسلامي التي سكن بها جملة من الصحابة والتابعين، فأخذ الإمام جابر ينهل من معين الصحابة منتقلا بين البصرة والحجاز لطلب العلم حتى قال عنه عبد الله بن عباس "لو نزل أهل البصرة عند قول جابر بن زيد لأوسعهم عما في كتاب الله علما"، وكان جابر من أخص تلاميذ عبد الله بن عباس، وممن أخذ عنهم عائشة أم المؤمنين، وعبد الله بن عمر، وعبد الله بن مسعود، وأنس بن مالك، وأبو هريرة، وأبو سعيد الخدري، وجابر بن عبد الله وغيرهم. اشتهر بالحرص الشديد في طلب العلم فكان يكثر من الأسفار في سبيل ذلك، وكان ينتهز موسم الحج للقاء الصحابة والعلماء. وهو صاحب صلات قوية بعلماء عصره كعكرمة مولى ابن عباس ومحمد بن سيرين وصديقه الحميم الحسن البصري. حتى أنه سئل عند موته ما تشتهي، عن ثابت البناني قال دخلت على جابر بن زيد وقد ثقل قال فقلت له ما تشتهي قال نظرة من الحسن قال فأتيت الحسن وهو في منزل أبي خليفة فذكرت ذلك له فقال اخرج بنا إليه قال قلت إني أخاف عليك قال إن الله سيصرف عني أبصارهم قال فانطلقنا حتى دخلنا عليه قال فقال له الحسن يا أبا الشعثاء قل لا إله إلا الله قال فقال يوم يأتي بعض آيات ربك قال فتلا هذه الآية قال فقال له الحسن إن الإباضية تتولاك قال فقال أبرا إلى الله منهم قال فما تقول في أهل النهر قال فقال أبرأ إلى الله منهم قال ثم خرجنا من عنده فجيء له به، ولما دُفِن وقف الحسن البصري على قبره فقال:" اليوم دفن رباني هذه الأمة.

## مكانته العلمية وتلاميذه
روى أبو نعيم في الحلية أقوالا لكثير ممن عاصروه تشيد بمكانته العلمية وزهده في الدنيا ومن ذلك ما قاله عمرو بن دينار وهو أحد علماء التابعين: (ما رأيت أحدا أعلم بالفتوى من جابر بن زيد)، وكان إياس بن معاوية وهو قاضي البصرة في عهد عمر بن عبد العزيز يقول: (أدركت أهل البصرة ومفتيهم جابر بن زيد). أما عبد الله ابن عباس فكان يقول: (لو أن أهل البصرة نزلوا عند قول جابر بن زيد لأوسعهم علما عما في كتاب الله)، كما وصفه (ابن عمر) أنه من فقهاء البصرة البارزين بينما قال عنه قتادة: (إنه عالم العرب). ويصفه أبو نعيم الأصبهاني بقوله: (كان للعلم عينا معينا، وركنا مكينا، وكان إلى الحق آيبا، ومن الخلق هاربا).
كما ذكره (ابن القيم) في أعلام الموقعين عند ذكره للبصرة فذكر من فقهائها المفتين جابر بن زيد.
ووردت إشارات بمكانته العلمية عند السيوطي وابن حجر وقال عنه ابن تيمية بأنه أعلم الناس في زمانه.
ونظرا لهذه المكانة العلمية لجابر بن زيد فلم يستطع أحد أن يقدح فيه إلا أن المؤرخين أنكروا علاقته بالإباضية واستندوا على روايات صحيحة ومسندة تقول بأنه تبرأ من الإباضية ومن هذه الروايات  قال الإمام البخاري: وَقَالَ لنا علي حَدَّثَنَا سُفْيَانُ: قلت لعمرو: سمعت من أَبِي الشعثاء من أمر الإباضية، أو شيئا مما يَقُولُون؟ فَقَالَ: ما سمعت منه شيئا قط، وما أدركتُ أحدا أعلم بالفتيا من جَابِر بْن زيد.
من أشهر تلامذته: عامر بن شراحيل الشعبي ووإبراهيم النخعي وشعبة بن الحجاج وعمرو بن دينار الجمحي وإسماعيل بن ثوبان الأسدي وجامع بن شداد المحاربي وخالد الحذاء البصري وسالم بن أبي الجعد الأشجعي وسليمان بن طرخان التيمي وسماك بن حرب الذهلي

## دور الإمام جابر السياسي والدعوي
عاصر جابر بن زيد الظروف السياسية التي مرت بالأمة الإسلامية منذ الثلث الثاني من القرن الأول الهجري، فقد كان في سن الإدراك عندما حدثت الفتن بين الصحابة ابتداء من قتل الخليفة عثمان، ثم موقعة الجمل وصفين والتحكيم وعندما بدأ الخط الإسلامي ينحرف عن مساره الصحيح، بدأ في وقت مبكر يدعو إلى القضاء على بدعة الملك الأموي وإلى التمسك بنظام الشورى.
```
كان اشتغال الإمام جابر بالفقه والتنظير فانصرف لذلك عن ظهوره أمام الناس زعيما سياسيا، ومع ذلك لم يغب عن المشهد السياسي في عصره، فارتبط جابر بن زيد بالمحكمة الأوائل كالإمام أبي بلال مرداس بن حدير، وقد كان بلال من شوقه يخرج من عند أبي الشعثاء جابر بن زيد بعد العتمة، ثمَّ يأتيه قبل الصبح فيصلي معه، فيقول له جابر: يا أخي شققت على نفسك! فيقول: والله لقد طال ما هبت نفسي بلقاك شوقًا إليك حتى آتيك
[
17
]
، 
```

وبعض الروايات تفيد أن أبا بلال كان لا يبرم أمرا إلا بعد استشارة جابر. فكانا يخرجان سويا إلى مكة ويلتقيان بعبد الله ابن عباس وعائشة أم المؤمنين، يقول أبو سفيان محبوب بن الرُّحَيل: “دخل جابر وأبو بلال على عائشة فعاتباها على ما كان منها يوم الجمل فاستغفرت وتابت”. كما أنَّ عبد الله بن إباض لا يصدر إلا عن رأيه.
ويبدو مما سبق أن جابر بن زيد انضم في وقت مبكر إلى جماعة القعدة التي كان يتزعمها أبو بلال مرداس بن أدية والتي كان من أهم مبادئها الدعوة إلى الله بالحكمة والموعظة الحسنة دون التعرض للناس أو رفع السيف في وجه أحد،
```
يقول يحيى بن معين: “وكان جابر بن زيد إباضِيَّا"
[
19
]
، فالإمام جابر صاحب مدرسة فكرية مستقلة تعد أقدم المذاهب الإسلاميَّة، فإليه ترجع جذور تنظير قواعد أهل الحق والاستقامة أو ما عرفت بعد ذلك بالإباضِيَّة وفق أسس علمية رصينة ومنهج مدروس وتنظيم محكم قائم على السرية والكتمان وإعداد الدعاة، وعدم الاصطدام المباشر بالدولة الأموية، وقد عرض له الحجاج والي العراق القضاء فأبى، ورغم ذلك فقد تعرض الإمام للسجن والأذى والنفي من قبل ولاتها.
```

ومع سياسة الإمام جابر الحذرة تجاه الدولة كان حريصًا على وحدة المسلمين وجمع شملهم فكان يصلي الجمعة خلف الجبابرة ويأمر أصحابه بذلك ويقول: إنها صلاة جامعة وسنة متبعة.
لم تقتصر جهود جابر بن زيد على الرجال وحدهم بل تعداهم إلى النساء، تقول هند بنت المهلب: “كان جابر بن زيد أشد الناس انقطاعًا إلي وإلى أمي، وكان لا يعلم شيء يقربني إلى الله -عزَّ وجلَّ- إلا أمرني به، ولا شيء يباعدني عنه إلا نهاني عنه، وكان ليأمرني أين أضع الخمار”، وتضع يدها على جبهتها.
وله مراسلات مع كثير من أصحابه وتلاميذه في مختلف البقاع تظهر فيها حكمته وحسن تدبيره، وكانت تتخلل رسائله المواعظ الإيمانية والتذكرة بالآخرة والاستعداد للحساب. يبدو ذلك من رسائله إلى سالم بن ذكوان وطريف بن خليد والحارث بن عمر وعبد الملك بن المهلب وعبد الله بن يحيى الكندي، ومع ذلك كان شديد الحذر في اتصاله بأصحابه حتى لا يتنبه إليه أحد من السلطة الأموية فكان مما كتب إلى عبد الملك بن المهلب في إحدى رسائله: (اكتب إلي بما كانت لك من حاجة في سر وثقة، فإنك قد علمت الذي نحن فيه وما نتخوف من الذي يطلب العلل علينا). وفي رسالته إلى الحارث بن عمر كتب يقول: (واعلم أنك أصلحك الله بأرض أكره أن تذكر لي فيها اسما، فلا ترو شيئا مما كتبت إليك).
كما كانت له رسائل إلى العلماء يأمرهم فيها بالمعروف وينهاهم عن المنكر. فقد ذكر أبو يعقوب الوارجلاني في الدليل والبرهان أن ابن شهاب الزهري عندما أخذ يدخل إلى بيوت الأمراء ويتردد عليهم استنكر العلماء ذلك عليه وخاصة عندما أصبح وزيرا للوليد بن عبد الملك فقد أرسل إليه جابر بن زيد رسالة يؤنبه على فعلته تلك. وذكر أن ممن كتب إليه وهب بن منبه، وأبو حازم فقيه المدينة من جملة مائة وعشرين فقيها من الفقهاء. وقال أبو يعقوب: (وقفت على كتب هؤلاء الثلاثة)].

## أخلاقه
عُرِف الإمام جابر بالزهد والورع، وكان كما وصفه ابن سيرين: “مسلمًا عند الدينار والدرهم”، همُّه الدعوة إلى سبيل الله وطلب العلم ونشره، وكثرة الأسفار في سبيله، شهد له خلق كثير بعلمه وفضله.
كان غاية في الأخلاق وحسن العشرة، فذات مرة: خرجت زوجه آمنة إلى الحج ولم يخرج معها تلك السنة، فلَمَّا رجعت سألها عن كريها (صاحب القافلة) فذكرت سوء الصحبة ولم تثن عليه بخير، فخرج إليه جابر وأدخله دارًا، واشترى لإبله علفًا وعولج له طعام، واشترى له ثوبين كساه بهمًا، ودفع له ما كان مع آمنة من قربة وأداة وغير ذلك، فقالت آمنة لزوجها جابر: أخبرتُكَ بسوء الصحبة ففعلتَ ما أرى، فقال لها: أفنكافئه بمثلِ فِعله فنكون مثله، لا بل نكافيه بالإساءة إحسانًا وبالسوء خيرًا.
ويروى أنه قال سألت ربي ثلاثا: امرأة مؤمنة وراحلة صالحة ورزقا كفافا فأعطانيهن. وقال يوما لأصحابه: ليس منكم أغنى مني ليس عندي درهم ولا علي دين.

## وفاته
قال الصحابيُّ الجليل أنس بن مالك بعد وفاته -وقد تُوفِّيَا في أسبوع واحد- سنة 93هـ: “مات أعلم من على ظهر الأرض”، وفي كتاب الزهد لأحمد "لما مات جابر بن زيد قال قتادة اليوم مات أعلم أهل العراق"، وقال قتادة: “اليوم مات عالم العرب”، وصلى عليه قطن بن مدرك الكلابي.
وقد استلم قيادة الإباضية بعده أبو عبيدة مسلم بن أبي كريمة.

## نفي بعض علماء السنة علاقته بمذهب الإباضية
صرح علماء عصره بأنه لا علاقة له بهذا المذهب الخارجي قال علاء الدين مغلطاي «وقال أبو عمر بن عبد البر عن جابر بن زيد : كان أحد الفقهاء العلماء الفضلاء، أثنى عليه ابن عباس بالعلم، وحسبك بذلك، انتحلته الإباضية، وادعته وأسندت مذهبها إليه. وهذا لا يصح عليه، قال ابن سيرين:» قد برأه الله تعالى منهم." وعَنْ عَزْرَةَ الْكُوفِيِّ قَالَ: دَخَلْتُ عَلَى جَابِرِ بْنِ زَيْدٍ فَقُلْتُ: إِنَّ هَؤُلاءِ يَنْتَحِلُونَكَ. فَقَالَ: "أَبْرَأُ إِلَى اللَّهِ مِنْ ذَلِكَ." وقال ابن عساكر بسنده عن هند بنت المهلب البصرية وذكروا عندها جابر بن زيد قالوا إنه كان إباضيا قالت كان جابر بن زيد أشد الناس انقطاعا إلي وإلى أمي فما أعلم شيئا كان يقربني إلى الله إلا أمرني به ولا شيئا يباعدني عن الله إلا نهاني عنه وما دعاني إلى الإباضية قط ولا أمرني بها وإن كان ليأمرني أين أضع الخمار ووضعت يدها على الجبهة." وقال الإمام البخاري: قَالَ لنا علي حَدَّثَنَا سُفْيَانُ: قلت لعمرو: سمعت من أَبِي الشعثاء من أمر الإباضية، أو شيئا مما يَقُولُون؟ فَقَالَ: ما سمعت منه شيئا قط، وما أدركتُ أحدا أعلم بالفتيا من جَابِر بْن زيد.

## الهوامش
1. ↑   http://library.islamweb.net/hadith/display_hbook.php?bk_no=1. {{استشهاد ويب}}: |url= بحاجة لعنوان (مساعدة) والوسيط |title= غير موجود أو فارغ (من ويكي بيانات) (مساعدة)
2. ↑   http://books.islam-db.com/book/%D8%A7%D9%84%D9%83%D8%A7%D9%85%D9%84_%D9%81%D9%8A_%D8%B6%D8%B9%D9%81%D8%A7%D8%A1_%D8%A7%D9%84%D8%B1%D8%AC%D8%A7%D9%84/5/93. {{استشهاد ويب}}: |url= بحاجة لعنوان (مساعدة) والوسيط |title= غير موجود أو فارغ (من ويكي بيانات) (مساعدة)
3. 1 2  "التابعي جابر بن زيد برئ من مذهب الإباضية - الإسلام سؤال وجواب". islamqa.info. مؤرشف من الأصل في 2023-11-09. اطلع عليه بتاريخ 2024-03-08.
4. ↑  النووي. تهذيب الأسماء واللغات الجزء الأول. ص. 152. مؤرشف من الأصل في 2023-06-01.
5. ↑  خير الدين الزركلي (2002م). الأعلام (PDF) (ط. 15). بيروت: دار العلم للملايين. ج. 2. ص. 104. مؤرشف من الأصل (PDF) في 2024-05-13.
6. 1 2   "إكمال تهذيب الكمال" (3 / 122 – 123).
7. ↑  الطبقات الكبرى لابن سعد (7/ 134) ط دار الكتب العلمية – بيروت.
8. ↑  التاريخ الكبير للبخارى (2/1/204)
9. ↑  سير أعلام النبلاء (4/481، 483)
10. ↑  تهذيب التهذيب لابن حجر (2/38، 39)
11. ↑  تقريب التهذيب (865)
12. ↑  الطبقات الكبرى - ابن سعد (7/ 182)
13. ↑  الطبقات الكبرى - ابن سعد (7/ 179)
14. ↑  تهذيب الكمال - المزي (4/ 435)
15. ↑  "التاريخ الكبير" (2 / 204).
16. ↑  "معلومات الراوي - إسلام ويب islamweb.net". library.islamweb.net (بالإنجليزية). Archived from the original on 2018-03-14. Retrieved 2017-12-20.
17. ↑  بيان الشرع؛محمد بن إبراهيم الكندي ، ج5
18. ↑  السير؛ أبي العباس أحمد الشماخي.
19. ↑  الكامل في ضعفاء الرجال لابن عدي ( جزء 5،صفحة 93 )
20. ↑  سير أعلام النبلاء، للإمام الذهبي
21. ↑  ابن حجر العسقلاني. تهذيب التهذيب الجزء الثاني. دار صادر. ص. 38. مؤرشف من الأصل في 2023-06-20.
22. ↑  الطبقات الكبرى ط العلمية (7/ 134)
23. ↑  تاريخ دمشق لابن عساكر (70/ 192)
24. ↑  "التاريخ الكبير" (2 / 204)